# Аллен, Энтони Адриан
Энтони Адриан Аллен (англ. Anthony Adrian Allen; 1 июля 1913 — 23 июня 2010) — британский энтомолог, работавший в основном с жесткокрылыми, колеоптеролог.

## Биография
Был учеником и другом нескольких выдающихся энтомологов конца XIX — начала XX века, в том числе Горация Донисторпа и Филиппа Харвуда.
Активно работал в середине и конце XX века. Его называют «одним из самых известных британских колеоптерологов».

## Научная деятельность
Автор нескольких сотен научных работ в области энтомологии, в частности о жуках Британских островов.
Наиболее известен своими работами по фауне британских жуков, которая насчитывает более 4000 видов.
Печатался, в основном, в «Ежемесячном журнале энтомолога». Особый интерес проявлял к мухам Diptera и Hemiptera.
Аллен был одним из немногих британских энтомологов XX века, научно описавших новые виды жесткокрылых Британских островов. За 62 года научной деятельности Аллен описал 13 новых видов жуков, четыре из которых остались актуальными. Очевидно, высокая степень синонимии таких видов объясняется тем, что он, в основном, имел дело с таксономически сложными группами жуков. Четыре вида, описанные Алленом, которые оставались неоткрытыми до середины XX века, являются необычными и им присвоен природоохранный статус в Великобритании:
Staphylinidae :
Aleochara phycophila Allen 1937
Acrotona benicki (Allen 1940)
Scraptiidae:
Scraptia testacea Allen 1940
Chrysomelidae:
Longitarsus fowleri Allen 1967

## Автор таксонов
(Список может быть неполным)
Aleochara phycophila Allen , 1937 г.
Acrotona benicki (Allen, 1940)
Longitarsus clarus Allen , 1967 [в синонимии]
Longitarsus fowleri Allen , 1967
Scraptia Testacea Allen , 1940 г.
Почти полная коллекция британских жуков А. А. Аллена, включая большинство его типовых экземпляров, была представлена Музеем естественной истории в Лондоне в октябре 2010 года.

## Память
В его честь коллеги назвали два британских вида жуков: наземного долгоносика Trachyphloeus alleni Donisthorpe, 1948 г., и жука-скрытника Corticaria alleni Johnson, 1974.

## Избранные публикации
- Allen, A.A. 2001. Scraptia fuscula (Muell.) (Col.: Scraptiidae) in Gloucs.; with notes on this and S. testacea Allen. Entomologist’s record and journal of variation 113(1): 1-2.
- Allen, A.A. 1967. Two new species of Longitarsus Latr. (Col., Chrysomelidae). Entomologist’s monthly magazine 103(2): 75-82.
- Allen, A.A. 1959. Beetles, etc., swarming on a sea wall. Entomologist’s record and journal of variation 71(9): 217—220. BHL
- Allen, A.A. 1940. Four species of Coleoptera new to the British list. Entomologist’s monthly magazine 76: 80-85.
- Allen, A.A. 1937. Two species of Coleoptera new to science. Entomologist’s monthly magazine 73: 51-54